# Chaos (film 2006)
Chaos è un film del 2006 diretto da Xawery Żuławski.
La pellicola è stata presentata al Festival del Cinema polacco di Gdynia 

## Trama
Due ragazze vanno a un rave in mezzo ai boschi. Durante la festa incontrano un ragazzo che le convince a seguirlo in una casa vicina. Una volta sul posto si troveranno di fronte un gruppo di pazzi.